# جوجل اتصال الأصدقاء
جوجل اتصال الأصدقاء أو اتصال أصدقاء جوجل (بالإنجليزية: Google Friend Connect) هي خدمة جديدة من جوجل تتيح لأصحاب المدونات في خدمة بلوجر أو أصحاب المواقع العادية بمتابعة بضعهم بعضا عن طريق وضع صندوق خاص ومتابعة مواقع معينة.
أطلقت جوجل هذه الخدمة في مايو 2008 تعت معيار المجتمع المفتوح. كانت جوجل تريد أداة تبسط التفاعل بين الشبكات الاجتماعية والمواقع العادية.
الخدمة متوفرة الآن فقط باللغة الإنجليزية ولم تعلن جوجل عن أي خطط لترجمة الخدمة إلى لغات العالم في المستقبل القريب.